# Øystein Aarseth
Øystein Aarseth, pseud. Euronymous (ur. 22 marca 1968 w Egersund, zm. 10 sierpnia 1993 w Oslo) – norweski muzyk, kompozytor i instrumentalista. Gitarzysta black metalowego zespołu Mayhem. Zamordowany 10 sierpnia 1993 przez Varga Vikernesa, muzyka zespołu Burzum.
Poza działalnością artystyczną prowadził wytwórnię muzyczną Deathlike Silence Productions. Był także właścicielem sklepu muzycznego pod nazwą Helvete (nor. piekło) w Oslo.
W 2004 muzyk został sklasyfikowany na 51. miejscu listy 100 najlepszych gitarzystów heavymetalowych wszech czasów według magazynu Guitar World.